# U1.11

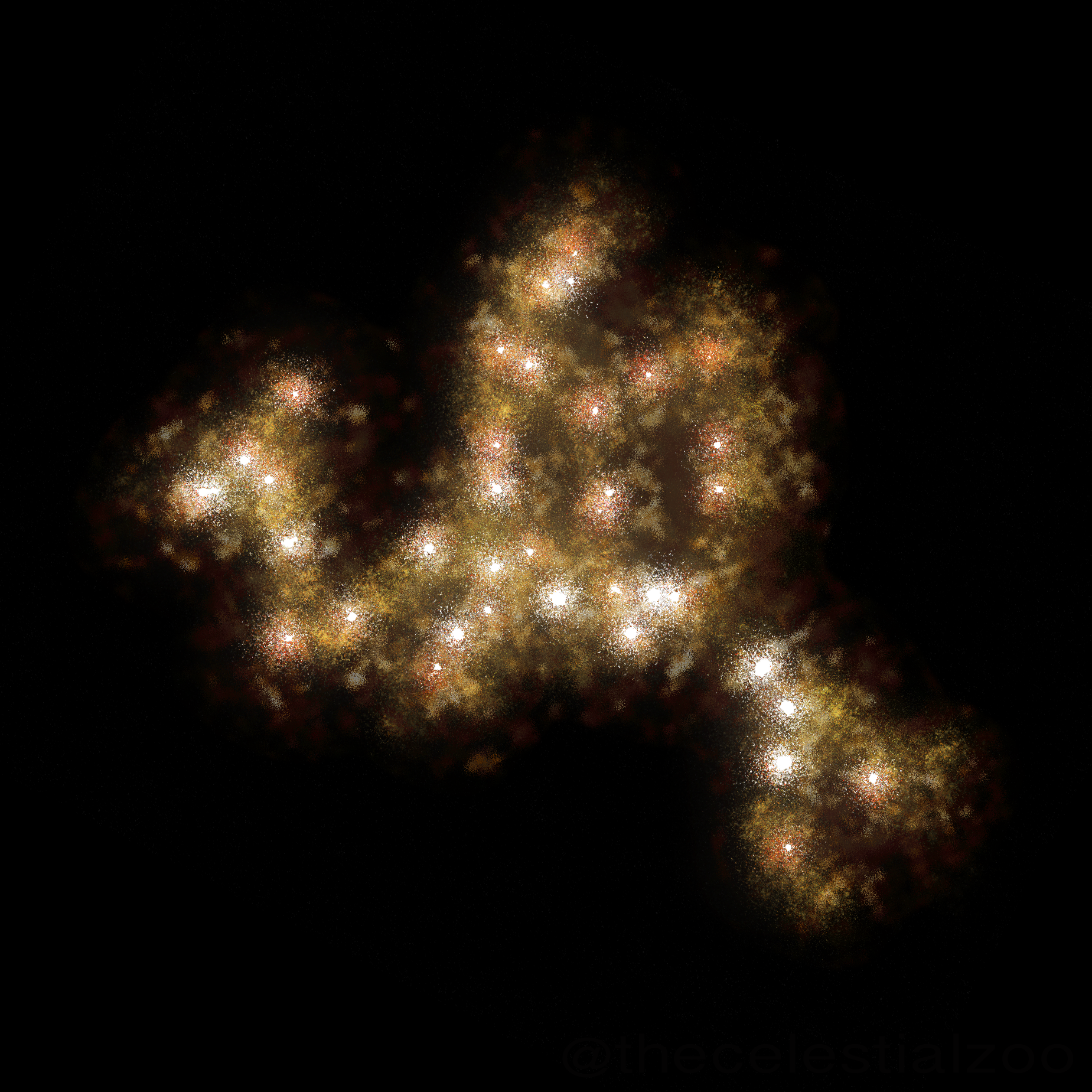
Interpretazione artistica di U1.11

U1.11 è un grande ammasso di quasar (large quasar group o LQG) situato in direzione delle costellazioni del Leone e della Vergine. È uno dei più grandi LQG conosciuti, di cui si stima un diametro massimo di 780 milioni di parsec, equivalenti a 2,2 miliardi di anni luce, e che comprende 38 quasar. Fu scoperto nel 2011 nel corso dello Sloan Digital Sky Survey. Fino alla scoperta dello Huge-LQG (o U1.27) avvenuta nel novembre 2012, risultava la più grande struttura conosciuta nell'universo osservabile, avendo battuto il primato detenuto per circa 20 anni dal Clowes-Campusano LQG (o U1.28).

## Caratteristiche
U1.11 è situato approssimativamente a 2° dal Clowes-Campusano LQG (CCLQG). Ha un redshift z=1,11 da cui prende il nome, che corrisponde a circa 8,8 miliardi di anni luce (distanza percorsa dalla luce). Oltre a trovarsi adiacente al CCLQG, è relativamente vicino a U1.54 (o Newman LQG), un altro LQG. Sono presenti 38 quasar, e questo suggerisce l’evoluzione di un ampio filamento di galassie.

## Principio cosmologico
Secondo il principio cosmologico, la distribuzione casuale della materia e dell’energia nelle varie parti dell’universo deve essere approssimativamente omogenea e isotropica, sicché gli addensamenti casuali di materiale dovrebbero essere piccoli se rapportati all’universo su larga scala. Yadav et al ipotizzano che le dimensioni massime di tali strutture dovrebbero essere entro i 260 Mpc, mentre altri fissano valori inferiori compresi tra 70 e 130 Mpc, anche se più recenti calcoli suggeriscono valori entro 370 Mpc. Ad ogni modo, U1.11 risulta grande circa il doppio di questo limite e sono state scoperte altre strutture ancora più grandi. Alcune strutture sono maggiori addirittura di otto volte questo limite, come la NQ2-NQ4 GRB overdensity (impropriamente chiamata Grande muraglia di Ercole–Corona Boreale). Considerando che U1.11 si trova in prossimità di Huge-LQG, CCLQG e U1.54, ciò appare in netta contraddizione con i principi dell'attuale modello cosmologico.